# Darren Shan a Madame Okta
Darren Shan a Madame Okta (v originále Cirque Du Freak) je první kniha trilogie Upíří krev z dvanáctidílné ságy Darren Shan irského spisovatele Darrena O'Shaughnesseyho. Byla vydána v roce 2000 (český překlad vyšel v roce 2002).
Kniha vypráví o Darrenu Shanovi, který se jednoho dne se svým kamarádem vydá do panoptika zrůd. Nejsou v něm jen lidé se zvláštními schopnostmi, ale také upír a jeho pavoučice, kteří Darrenovi od základů změní život. Nic už nebude jako dřív.

## Děj
Hlavní postavou knihy je chlapec Darren Shan. Je to úplně normální kluk, který má kamarády a hraje fotbal. To všechno se ale jednoho dne změní. Darrenův kamarád Allan Morris přinese lístek do panoptika zrůd jménem Cirquo Mostruoso. Jeho nejlepší kamarád Steve Leonard (Leopard) sežene do panoptika lístky, ale jen dva. A tak se čtveřice kamarádů rozhoduje, kdo půjde na představení. Jeden z lístků automaticky připadá Stevovi, protože je sehnal, a druhý získá za pomoci velkého zásahu Osudu Darren. A tak se dva nejlepší přátelé vydají do budovy opuštěného kina, které se stalo dočasným domovem panoptika. Celá show je pro kluky velmi zábavná, účinkují tam například Gerta Zubatá, jejíž chrup je ohromně silný, vlčí muž, a ostatní nadlidsky obdaření jedinci. Ale co je pro děj celé ságy nejdůležitější, účinkuje tu také pan Hroozley, se svou smrtelně jedovatou pavoučicí Madame Oktou, která umí předvádět všelijaké úžasné kousky a triky. Když představení skončí, Steve pošle Darrena pryč, aby mohl pana Hroozleyho, který je upír, požádat o zasvěcení do klanu vládců noci. To upír ale odmítne, protože po ochutnání Stevovy krve zjistí, že je zlý. Steve přísahá, že se jednou stane lovcem upírů a odchází. To ale neví, že Darren vše vyslechl z balkonu. Později se Darren rozhodne ukrást tarantuli pana Hroozleyho. Doma s ní cvičí všelijaké kousky, když jednou přijde na návštěvu Steve. Spolu si hrají s Madame Oktou, ale najednou do pokoje vběhne Darrenova mladší sestra Annie a pavoučice kousne Steva. Ten okamžitě ochrne. Tak se Darren vydá za panem Hroozleym, aby mu dal na kousnutí protijed, ten souhlasí, ale jen pod podmínkou, že se Darren místo Steva stane jeho pomocníkem. Darren tedy pro život nejlepšího přítele podstoupí tuto tvrdou podmínku a upír dá Stevovi lék. Darren spolu s upírem ze strachu, že by ublížil někomu z rodiny, sehraje svou smrt. Když ho pak Hroozley vyndá z rakve, Darrena na hřbitově překvapí Steve, který se dozvěděl, že je Darren poloupír, a myslí si, že mu ukradl život upírova pomocníka přísahou, že se jednou stane lovcem upírů a oba je zabije. Nato si Steve vyřízne do ruky křížek a uteče. A tak se upír a jeho pomocník vydají pryč z města začít Darrenův nový život.

## Postavy
- Darren Shan – hlavní postava celé ságy. Chlapec, který se stane upírem, aby zachránil život přítele, Steva Leonarda, kterého kousla jedovatá pavoučice Madame Okta, kterou Darren ukradl.
- Steve Leonard – bývalý nejlepší přítel Darrena, jeho nynější nepřítel. Přezdívá se mu Steve Leopard. Chtěl se stát upírem, ale jeho krev k tomu není dobrá. Darren obětuje svůj život, aby zachránil Steva, a stane se poloupírem, což mu Steve závidí a proto ho nenávidí.
- Larten Hroozley – upír, který zasvětil Darrena a odmítl zasvětit Steva. Druhý největší nepřítel Steva. Má na krátko ostříhané oranžové vlasy a libuje si v rudém oblečení.
- Annie Shan – Darrenova mladší sestra. Kvůli jejímu náhlému příchodu Okta kousla Steva.
- Tommy Jones – Darrenův a Stevův kamarád ze školy. Rád a dobře hraje fotbal.
- Allan Morris – druhý kamarád kluků, zajímá se o vědu a také hraje fotbal.

| Příběhy Darrena Shana | Příběhy Darrena Shana          | Příběhy Darrena Shana     |
| --------------------- | ------------------------------ | ------------------------- |
| Předchůdce: -         | 2005 Darren Shan a Madame Okta | Nástupce: Upírův pomocník |